# Félix Danjou
Jean Louis Félix Danjou (París, 21 de juny de 1812 - Montpeller, 4 de març de 1866 fou un compositor, organista i escriptor francès.
No començà els estudis musicals fins als deu anys, però va fer tant ràpids progressos, que dos anys més tard ja era organista d'una església de París, i el 1840 de la catedral. Home intel·ligent i enamorat del seu art, es feu càrrec de la corrupció de les tradicions del cant pla i de la falsa direcció del camí emprès per organistes i compositors de música religiosa, i dedicà tot el seu entusiasme a remeiar aquest estat de coses, però els seus esforços s'estavellaren contra la indiferència i ignorància dels que més interessats hi havia d'estar en aquesta tasca.
Alguns viatges que va fer per l'interior de França el convenceren del mal estat en què es trobava la majoria dels orgues de les esglésies, i llavors va emprendre un llarg viatge per Alemanya, Bèlgica i els Països Baixos, associant-se al seu retorn amb els constructors Daublain i Callinet. L'empres li'n costà totes les seves economies i deu anys d'un treballa aclaparador. No desmaià per això, i trobà feina a la seva activitat i entusiasme en un viatge que va fer a Itàlia, arxius dels quals visità, fent importants descobriments. Quan retornà a França trobà en una biblioteca de Montpeller un manuscrit del segle xi contenint el cant de l'Església romana en notació doble, la primera en neumes, i la segona, que li serveix d'interpretació, és la notació romana de les 15 primeres lletres de l'alfabet.
Creient que tothom tindrien la mateixa bona fe, divulgà el descobriment, que aprofità a d'altres més hàbils que ell. Disgustat de la música, que no li havia ocasionat més que problemes i pèrdues pecuniàries, decidí abandonar-la per complet, i es dedicà, primer al periodisme i després a la telegrafia.
Fundà la Revue de la musique religeuse, populaire et clàssiques (París, 1845-1849) col·laborà en revistes, i escriví un fulletó titula De l'état et de l'avenir du chant ecclésiastique (París, 1844).
Les seves composicions musicals, són:
- Chants sacres de l'office divin (París, 1835);
- Répertoire de musique religieuse (París, 1835);
- tres Misses i un Tantum ergo, a quatre veus.